# Amed Rosario
Pour les articles homonymes, voir Rosario (homonymie).
German Amed Rosario Valdez (né le 20 novembre 1995 à Saint-Domingue en République dominicaine) est un joueur d'arrêt-court des Guardians de Cleveland de la Ligue majeure de baseball.

## Carrière

### Ligues mineures
Amed Rosario signe son premier contrat professionnel le 2 juin 2012 avec les Mets de New York et la somme de 1,75 million de dollars US qu'il reçoit est la prime la plus élevée offerte à un joueur sur le marché internationale durant la période 2012-2013. En 2013, il fait ses débuts professionnels aux États-Unis dans les ligues mineures avec un premier club affilié aux Mets.
Au début de l'année 2015, Rosario fait une première apparition sur la liste annuelle des 100 meilleurs joueurs d'avenir dressée par Baseball America : entré en 98e place du palmarès, il est classé 58e au début 2016 avant d'être considéré le 8e joueur le plus prometteur du baseball au début 2017. Constamment l'un des joueurs les plus jeunes à chaque échelon des ligues mineures, Rosario s'affirme véritablement à l'attaque à partir de la saison 2016 et émerge clairement comme le joueur le plus prometteur parmi ceux sous contrat avec les Mets. Ses aptitudes en défensive au poste d'arrêt-court lui valent aussi des éloges.

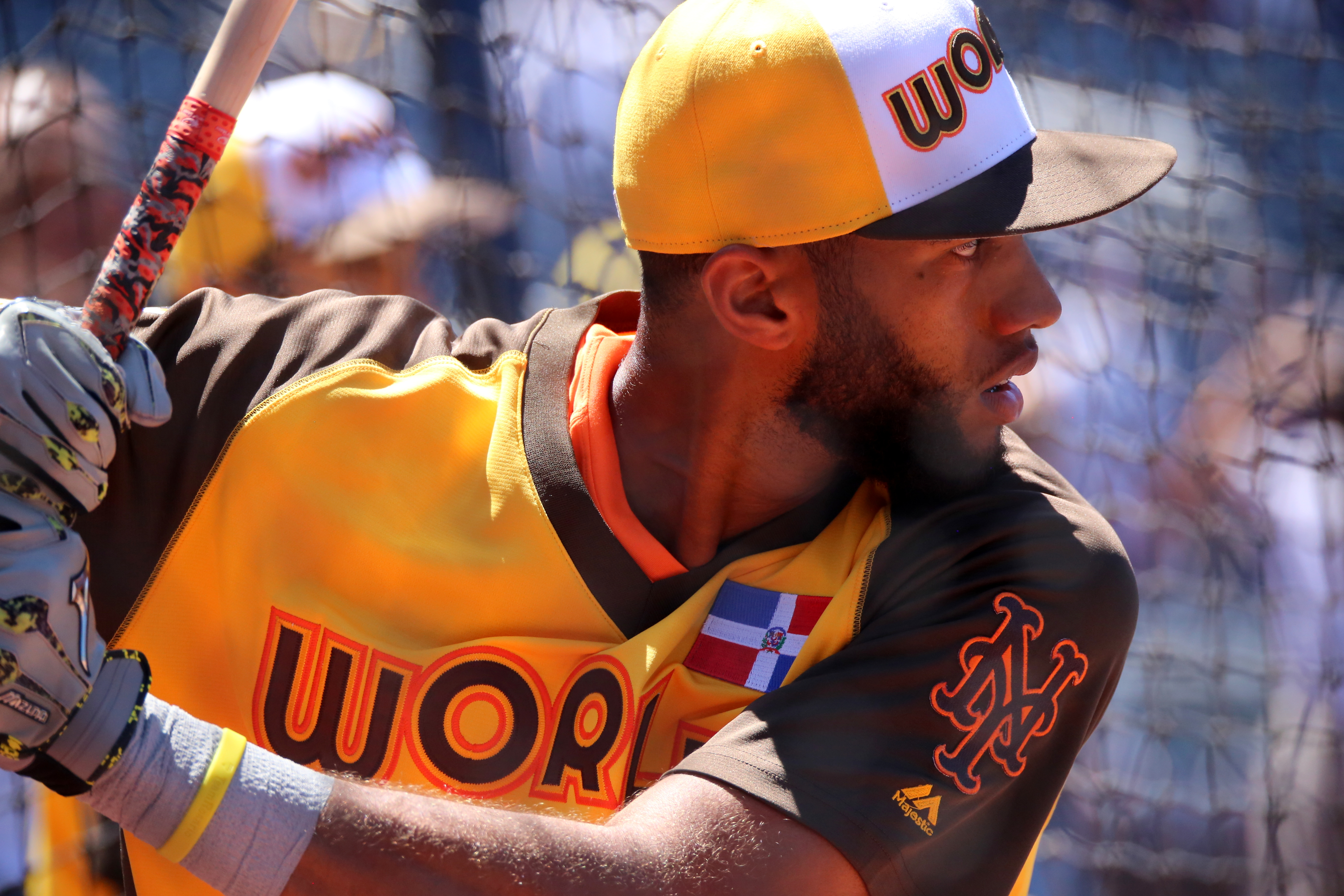
Amed Rosario à San Diego pour le match des étoiles du futur en 2016.

Le 9 juillet 2016, Rosario participe pour la première fois au match des étoiles du futur, et il réussit un coup sûr en deux passages au bâton lors de la rencontre disputée cette année-là à San Diego.
En 2016, en 120 matchs partagés entre les Mets de Sainte-Lucie et les Mets de Binghamton (Double-A), Rosario réussit 24 doubles, 13 triples, 19 buts volés, amasse 71 points produits, frappe pour, 324 de moyenne au bâton et maintient une moyenne de présence sur les buts de, 374 ; il est avec Brandon Nimmo nommé co-joueur de l'année des Mets en ligues mineures.
Rosario gradue au niveau Triple-A, l'échelon le plus élevé des ligues mineures, en 2017, où il connaît une remarquable saison chez les 51s de Las Vegas,. Le 9 juillet 2017, Rosario représente les Mets de New York au match des étoiles du futur à Miami. Le 12 juillet, ses performances pour les 51s de Las Vegas lui valent une place sur l'équipe de la Ligue de la côte du Pacifique qui affronte celle de la Ligue internationale au match des étoiles des ligues Triple-A, à Tacoma.

### Mets de New York
Alors que la saison 2017 des Mets se dirige dans un cul-de-sac, d'aucuns se demandent pourquoi le jeune Rosario n'est pas promu au sein de l'équipe, qui s'acharne à utiliser au poste d'arrêt-court des vétérans tels José Reyes et Asdrubal Cabrera,. Reyes, en l'occurrence, est en contact régulier avec son compatriote Rosario, agissant comme mentor de celui qui est destiné à le remplacer au poste d'arrêt-court des Mets. Après la date limite des échanges du 31 juillet 2017, les Mets décident de rappeler Rosario des ligues mineures pour la première fois, et ce, même si Reyes et Cabrera font toujours partie de l'équipe.
Amed Rosario fait ses débuts dans le baseball majeur avec les Mets de New York le 1er août 2017 à l'occasion d'une visite aux Rockies du Colorado. À ce premier match, Rosario réussit son premier coup sûr au plus haut niveau, un simple au champ intérieur frappé contre le lanceur des Rockies Scott Oberg.